# مارکسویل (لوئیزیانا)
مارکسویل (به انگلیسی: Marksville) شهری در ایالت لوئیزیانا کشور ایالات متحده آمریکا است که جمعیت آن در سرشماری سال ۲۰۱۰ میلادی، ۵٬۷۰۲ نفر بوده‌است.